# Piazza Vittorio Veneto (Palermo)
Piazza Vittorio Veneto è una piazza di Palermo, situata al termine di via Libertà, comunemente detta La Statua.
Essa è nota per la presenza del Monumento al cinquantenario della liberazione di Palermo successivamente dedicato ai caduti della prima guerra mondiale, attorno alla quale è presente un'esedra di colonne, aggiunte successivamente.

## Storia
L'idea di erigere un monumento nacque per commemorare l'unità d'Italia, in programma il 27 maggio 1910, cioè esattamente a 50 anni dall'insurrezione di Palermo.
Originariamente il luogo prescelto per la sua realizzazione, fu all'incrocio tra Via Lincoln e corso dei Mille, ma alla fine si optò per la costruzione all'inizio del Viale della Libertà, alla quale ancora mancava l'ultimo troncone.

### Descrizione
La costruzione del monumento fu commissionata all'architetto palermitano Ernesto Basile, il monumento fu tirato su in meno di tre mesi ed ebbe un costo complessivo di 228.000 lire.
Il monumento commemorativo si trova in un prolungamento all'occorrenza fatto della via Libertà – nel mezzo di una enorme piazza di 200 metri di diametro – e fu eseguito dallo scultore Antonio Ugo su disegno dell'architetto Basile. L'altezza dell'obelisco centrale è di metri 28. Nella parte anteriore vi è un gruppo alto metri 3,50 che rappresenta l'Italia e la Sicilia ed ai lati vi sono due bassorilievi di metri 6 per 2. L'epigrafe per il monumento fu per l'occasione dettata dal poeta catanese Mario Rapisardi ed è la seguente: « Splenda nella memoria dei secoli l'epopea del 27 maggio 1860 preparata da cuori siciliani, scritta col miglior sangue d'Italia dalla spada prodigiosa di Garibaldi. Riecheggi nella coscienza dei popoli il ruggito, o Palermo, sfida magnanima a tutte le perfide signorie, auspicio di liberazione a tutti gli oppressi del mondo  ».
L'opera verrà inaugurata la mattina del 27 maggio di quel 1910.